# Will van Kralingen
Willemina (Will) van Kralingen (Nijmegen, 1 oktober 1951 – Amsterdam, 9 november 2012) was een Nederlands actrice.

## Levensloop
Van Kralingen was een dochter van Willem Frederik van Kralingen (1923-2004) en Johanna Gozina Breimer (1924-2009). Haar vader werkte als leraar Frans. Ze had drie zusters: Mieke, Hansje en Miranda, die operazangeres werd. Uit haar huwelijk met de acteur en regisseur Eric Schneider had ze twee zonen: Olivier en Beau, die acteur is. Na haar huwelijk met Schneider had ze een relatie met de Canadese acteur David Palffy, die ze leerde kennen tijdens de opnames van De zomer van '45. Ze trouwde daarna met toneel- en filmproducent Pim Wallis de Vries. 
In 2012 werd bij haar voor de derde keer borstkanker geconstateerd. Op 9 november 2012 bezweek ze aan haar ziekte.

### Carrière
Van Kralingen studeerde in 1978 af aan de toneelschool in Amsterdam. Daarna verbond zij zich als actrice aan Toneelgroep De Appel. Daar speelde ze haar eerste rol in De Feeks van Shakespeare. Vanaf de oprichting in 1988 is Van Kralingen als actrice verbonden aan Het Nationale Toneel. Haar belangrijkste toneelrollen speelde zij in Docter Nero van Lodewijk de Boer, Oom Wanja van Tsjechov, Faust van Goethe, Een midzomernachtsdroom van Shakespeare, Hebriana van Lars Norén, Maria Stuart van Friedrich Schiller, Hedda Gabler van Henrik Ibsen en Scènes uit een huwelijk van Ingmar Bergman. In 2007 speelde Van Kralingen in een toneelbewerking – onder regie van Ursul de Geer – van het boek van auteur Sándor Márai: Kentering van een huwelijk, de rol van Ilonka.
Voor televisie werkte ze onder andere mee aan Een lieve jongen (1981), Armoede (1982-1983), Het wassende water (1986), De Minnaar (1988) en De zomer van '45 (1991). Vanaf 2007 speelde ze ook mee in de politieserie Flikken Maastricht. Daarin speelde ze aanvankelijk slechts één seizoen, maar ze keerde in het vijfde seizoen weer terug als hoofdinspecteur Ellis Flamand.
Verder speelde Van Kralingen ook filmrollen zoals in Havinck (1987), Een Scherzo Furioso (1990) en Temmink: The Ultimate Fight (1998). In het kostuumdrama Belle van Zuylen (1993) speelde ze de hoofdrol, welke genomineerd werd voor een Gouden Kalf. Voor haar rol als suïcidale Lydia in Havinck ontving zij in 1987 een Gouden Kalf. Voor haar rol in Storm in mijn hoofd (2000) kreeg zij een tweede Gouden Kalf.
Van Kralingen ontving in 2007 de Theo d'Or. Zij kreeg deze toneelprijs voor haar rol als koningin Elisabeth in het toneelstuk Maria Stuart.
Haar laatste film in 2012 was De Goede Dood, over een ongeneeslijk zieke man die euthanasie pleegt. Zij speelde zijn vrouw.